# Mina (Nuevo León)
Mina es una ciudad del estado de Nuevo León, México, cabecera del municipio del mismo nombre. Su extensión territorial es de 3915.8 kilómetros cuadrados. Recibe su nombre en honor al general Francisco Javier Mina, quien participó en la independencia de México.
El municipio de Mina, fue creado el 31 de mayo de 1851, en lo que una vez fuera la Hacienda de San Francisco de Cañas, antecedente directo de la ciudad de Mina.

## Historia
Su fundación se remonta al año de 1608, cuando las tierras de lo que hoy conforman el municipio de Mina le fueron otorgadas al Capitán Bernabé de las Casas, procedente de Tenerife, Islas Canarias. Bernabé de las Casas junto con otros colonizadores procedentes de España peninsular y de las islas Canarias, establecieron el asentamiento de San Francisco de Cañas en lo que hoy es la cabecera municipal de Mina. San Francisco de Cañas fue el primer nombre con el que se conoció a lo que hoy conforma el municipio de Mina. Se le llamó "San Francisco" por San Francisco de Asís patrón del antiguo pueblo y "de las Cañas" por la abundante producción de caña de azúcar que llegaron a tener aquellas tierras, sobre todo las cercanas al río Salinas, que riega gran parte de la jurisdicción. San Francisco de Cañas conformó uno de los asentamientos pertenecientes al Valle de las Salinas, una de las regiones administrativas originales del Nuevo Reyno de León.
El valle de las Salinas comprendía también lo que actualmente son los vecinos municipios de Abasolo, El Carmen, Hidalgo y Salinas Victoria, siendo este último la cabecera regional en las cuestiones administrativas, políticas y eclesiásticas del Valle de las Salinas. Tras la independencia de México del dominio español, el nombre de San Francisco de Cañas continuó siendo utilizado hasta que fue oficialmente reconocido como municipio de Nuevo León bajo el sistema de subdivisión de estados mexicanos, el 31 de mayo de 1851, acta en la cual quedó expedido que su nombre fuera cambiado a Mina, en honor al general español Francisco Xavier Mina.
Durante la mayor parte del siglo XIX, el municipio así como gran parte de los municipios de Nuevo León y el nordeste de México, permanecieron aislados del resto del país. Las frecuentes invasiones de indios (generalmente Apaches) procedentes de Texas para robar ganado, pertenencias y destruir cosechas, hicieron mella en la economía local. Los ataques indios fueron cada vez más frecuentes y los lugares históricos de este municipio como la Hacienda de San Antonio del Muerto, formaron parte integral de muchas de estas batallas. Fue tal la situación que a mediados del siglo XIX, los indios fueron exterminados, y los sobrevienes expulsados permanentemente de la región por órdenes del general Santiago Vidaurri, entonces gobernador. La llegada del siglo XX trajo consigo una nueva serie de problemas para el municipio, así como una irrevocable devastación en la Hacienda de San Antonio del Muerto debido a la revolución mexicana. Es precisamente en este siglo, cuando la población emigra hacia Monterrey y su área metropolitana de una manera no antes vista. Este proceso fue ampliamente marcado en 1960, año en el que gran parte de las reservas acuíferas de Mina fueron dirigidas hacia Monterrey, hecho que provocó decadencia en el municipio, afectando a la agricultura del mismo. Eso sumado a la industrialización de Monterrey y al aumento dramático de su población a un ritmo nunca antes visto, provocaron en gran parte, el casi despoblamiento del municipio. Cabe señalar que Mina era un lugar de abundantes manantiales y aún posee una gran proporción de mantos acuíferos, sin embargo, el suministro de agua que abastece Monterrey y algunos municipios de su área metropolitana, continúa perpetrando el riesgo de que sean agotados. 
En el año de 1988, fueron descubiertos los restos de un mamut, lo cual despertó el interés de crear un museo que posteriormente sería el Museo Bernabé de las Casas, hecho que sería imprescindible para el renacimiento del turismo en el municipio así como la región del Valle de las Salinas, el resto de Nuevo León y el Noreste de México.

### Escudo

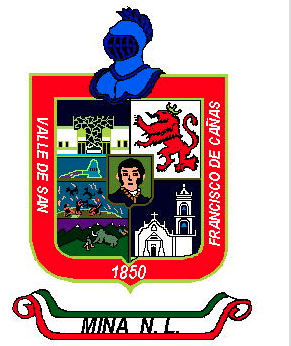
Recuperado de INAFED, 2017.

A continuación se presenta el escudo del municipio.  Es en el cuartel superior derecho donde se ve un león coronado. En el cuartel superior izquierdo se aprecian edificios de la presidencia municipal. También se encuentra una bomba con agua que indica que los recursos acuíferos del subsuelo de Mina, auxiliares en la dotación de agua para los habitantes de Monterrey. En el cuartel inferior derecho se encuentra la Señora de Guadalupe. En el cuartel inferior izquierdo se dibujaron escenas de hombres prehistóricos haciendo pinturas y también se ve que cazan un mamut. En el escudo se observa la efigie de Francisco Xavier Mina. En los lados de la se encuentra el nombre de Valle de San Francisco de Cañas, que fue el primer acercamiento humano. En la parte inferior aparecen los años que indican la elevación en municipio y la creación del escudo de armas. Por último, se encuentra el nombre del municipio.

## Presidente Municipal
| Periodo   | Presidente Municipal              |
| --------- | --------------------------------- |
| 2009-2012 | Damaso Avelino Cárdenas Gutiérrez |
| 2012-2015 | Lizeth Lozáno Cantú               |
| 2015-2018 | Damaso Avelino Cárdenas Gutiérrez |
| 2018-2021 | Damaso Avelino Cárdenas Gutiérrez |
| 2021-2024 | Edgar Candelario Molina Elizondo  |

## Atractivos turísticos
El municipio de Mina, cuenta con una gran variedad de atractivos turísticos, variando desde lugares de viejas tradiciones y de profunda y renovada cultura, uno de los principales destinos turísticos es el Museo Bernabé de las Casas, temáticamente orientado a la paleontología, antropología e historia de la región, que en una de sus salas exhibe los restos de un mamut encontrado en las márgenes del Río Salinas. Así como también exhibe puntas de lanzas y otros artefactos fabricados por el hombre del neolítico.

### Museo Bernabé de las Casas
Se le dio este nombre de este para recordar la memoria don Bernabé de las Casas, que llegó a Mina en 1608.
El museo se fundó para guardar los restos de un fósil de mamut emperador que aparece en el talud del Río Salinas en el sitio que llaman "Paso del Lobo". 
Esta Institución tiene el objetivo general de: promover y dirigir actividades educacionales, de difusión cultural y de investigación en beneficio de la comunidad. Dentro de las actividades existen: conferencias, seminarios, presentaciones de libros, exposiciones temporales con diversos temas, dirigidos a mostrar las costumbres y tradiciones de la región noreste.

El museo se encuentra se localiza en la Calle Hidalgo 909, centro, entre las calles de Escobedo y Jiménez.

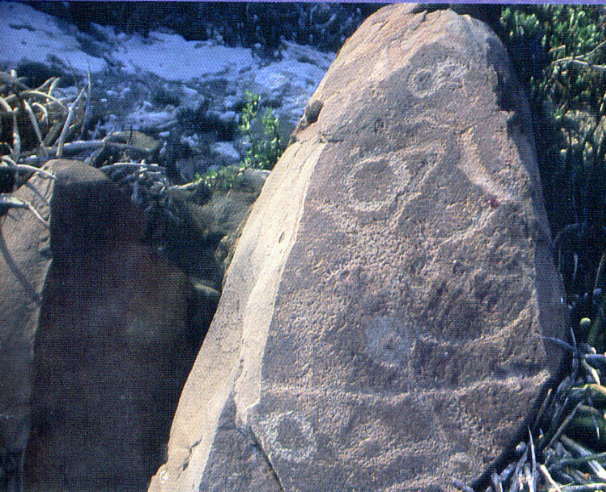
Vestigio de petroglifos grabados en piedras.

Algunos de los puntos turísticos más importantes de Nuevo León y el Noreste de México se encuentran en Mina como es el caso de la Hacienda de San Antonio del Muerto, también conocida como Hacienda del Muerto que se encuentra a 18 km de la cabecera municipal por el camino de Arista. Además de haber sido testigo de importantes batallas, la Hacienda del muerto es uno de los más sobresalientes ejemplos de la arquitectura Norestense del siglo XIX. En este municipio se encuentra la zona más importante de muestras de petroglifos en el estado de Nuevo León, la zona arqueológica de Boca de Potrerillos, ubicada a 14 km de la cabecera municipal, cuenta con casi cuatrocientas rocas con petrograbados de la época del neolítico. En este lugar se reúnen grupos de personas a observar las estrellas.
También se encuentra La Parroquia de Nuestra Señora de Guadalupe, fundada en 1857.

#### Historia de los restos del mamut en el Museo Bernabé de las Casas
En 1983, las órdenes por parte del gobernador, Alfonso Martínez Domínguez era que los restos del mamut se llevaran a la capital. Fue Ernestina Lozano Garza, cronista del municipio de Mina quien convocó al pueblo, se rebeló contra las autoridades y buscó apoyo de empresarios hasta lograr que los restos del mamut se quedarán dentro de Mina. En 1988 fue la creación del Museo Bernabé de las Casas, bautizado en honor de uno de los primeros colonizadores de la región y hoy uno de los más completos del noreste de México en paleontología, con 9 salas: Antropología, Geología Histórica, Paleontología I y II, Arqueología, Geología Valle de las Salinas, Evangelización y Fragua, Mineralogía, Cocina Norestense y Niño Fidencio.
Aparte del mamut, más fósiles de otros animales que vivieron en la zona, como un tigre dientes de sable, una especie de dromedario, un caballo silvestre y un cráneo humano.

### Boca de potrerillos
Boca de Potrerillos esta a 19 kilómetros de Mina y a 60 kilómetros de la ciudad de Monterrey. Esta proyecta petrograbados hechos sobre piedra caliza y que contienen la fecha del neolítico. Este lugar turístico se encuentra entre las Sierras de la Zorra y el Antrisco, cuyas laderas forman una boca o entrada en el cañón de Potrerillos. Por el año 1980, el Instituto Nacional de Antropología e Historia de Nuevo León, encontró evidencias de asentamientos humanos, habitaciones y tumbas.

## Flora y fauna
La vegetación corresponde al matorral desértico microfilo, subinerme y matorral desértico microfilo con vegetación secundaria arbustiva como el huizache, mezquite, nopal y pitaya. Entre la gran variedad de plantas nativas se encuentran, la albarda (Fouquieria splendens), la candelilla (Euphorbia antisyphilitica), la damiana (Turnera diffusa), el toloache (Datura stramonium), la gobernadora, la calderona, el hojasén (Flourensia cernua), la mariola, entre otras. A pesar de la gran perspectiva que estas plantas ofrecen para la investigación médica, su estudio aún no se lleva a cabo completamente. También abunda la lechuguilla (Agave lechuguilla), sotol (Dasylirion texanum), nogal, sauce, pino, oyamel, lantrisco, rosa de castilla (Cowania plicata), tasajillo (Cylindropuntia leptocaulis). En excavaciones hechas en terrenos del ejido de Potrerillos, se encontraron a doce metros de profundidad, restos de carbón de nogal, sauce y pino. De acuerdo con pruebas de carbono 14, dichos restos datan aproximadamente del siglo V a. C. Lo anterior nos puede dar una idea del tipo de vegetación que alguna vez predominó en esta región, incluso se puede declarar que los pinos y oyameles eran comunes en las zonas altas cercanas a la Sierra de Minas Viejas, Cerro de la Caja Pinta, Cerro de La Popa, Sierra de En Medio, Sierra del Muerto, Sierra el Espinazo de Ambrosio, Sierra del Fraile, las cuales atraviesan el municipio. Sin embargo, la vegetación ha ido cambiado alarmantemente conforme se ha encauzado el agua hacia la capital del estado, haciendo que cada vez el desierto vaya ganando más tierra en el municipio. Entre la fauna silvestre, se encuentran el armadillo, coyote, tejón, víbora de cascabel, venado, zorros, liebres, conejos, diversos roedores, correcaminos y diversas aves, mapache, búho cornudo americano, ardillones, entre otros.

## Demografía
Mina, es uno de los municipios con menor densidad de población en Nuevo León, con 1.28 habitantes por kilómetro cuadrado, solo está delante de los municipios de Vallecillo y Parás, los cuales a pesar de tener menor extensión territorial tienen menos habitantes proporcionalmente. La densidad total por habitante en el estado de Nuevo León es de 64 hab/km². Algunos de los factores que han contribuido a la relativamente poca densidad de población es el período de emigración que atravesó consecutivamente el municipio durante el siglo XIX, principalmente a la ciudad de Monterrey, además del hecho que el pueblo se encontraba en decadencia por la extracción de agua que aún continúa generando problemas al sector agrícola. Las principales actividades económicas del municipio, son la agricultura, ganadería, extracción de minerales, turismo y exportación de productos locales.

### Barrios
Algunos de los barrios de la cabecera municipal son: El Centro, La Plazita, La Torre, El Pedregal, El Barrial, entre otros.
El Fidencismo
Se da lugar en Espinazo, Mina, Nuevo León, ubicado a 94 km. en dirección al noroeste de la cabecera municipal de Mina, este sitio tiene un interés místico muy particular, cuenta la historia que por los años veinte llegó a este lugar un joven con poderes especiales para curar cualquier enfermedad, al que por su fisionomía y voz tan aguda se le conoció como el niño Fidencio. Fue tal el fenómeno del niño Fidencio, que el presidente Plutarco Elías Calles, mandó hacer una estación de tren en esa comunidad para sanarse él mismo. Al curar a Calles su fama, ya de por sí creciente, se extendió por toda la región.
La historia oficial del "Niño Fidencio" asegura que nació el 13 de noviembre de 1898 en la ranchería de Valle de las Cuevas, Guanajuato, con el nombre de Fidencio Constantino Cíntora, y fue traído a este poblado por un tío, un cura a quien le sirvió de acólito. El "Niño Fidencio" predicó una doctrina de humildad y buscó la salud de los enfermos, su nombre ganó fama rápidamente por todo el noreste de México y llegó al sur de Estados Unidos donde hoy, afirman, se ejerce el "Fidencismo" o supuesta veneración a su imagen. De acuerdo a la historia, el "Niño Fidencio" empleaba un método singular para curar: subía al pirul que está en la entrada del pueblo y desde arriba arrojaba toda clase de frutas y legumbres, que según los especialistas, se trata de una "impacto terapia". En el interior del templo al "Niño Fidencio", hay un busto de Cristo el cual empleó en las limpias, por lo que hoy en este lugar es conocido como "El Cristo de las Limpias".
Además, está a la vista una vitrina donde se colocaron frascos de cristal que, aseguran, fueron utilizados por el "Niño Fidencio" para depositar en ellos algunos de los tumores cancerosos que extraía de sus enfermos, utilizando para ello sólo pedazos de vidrio o pinzas, sin el uso de anestesia, y sin causar dolor. 
Es en los meses de marzo y octubre, que es cuando se realizan las fiestas en honor al ‘’Niño’’.

### Ernestina Lozano y su contribución al Niño Fidencio
Después de que Ernestina logrará introducir el mamut al museo, esta se dedicó al estudio del desierto circunvecino y consiguió integrar una colección desde restos fósiles hasta indumentaria y utensilios ocupados por el curandero: José Fidencio Sintora Constantino, conocido como el "Niño Fidencio", que oficiaba en la cercana hacienda de Espinazo. A diferencia de otros museos que había intentado sin éxito obtener objetos del "Niño’’ Ernestina persuadió a sus herederos de otorgar una túnica y utilizó en 20 años de oficio.

## Recursos naturales

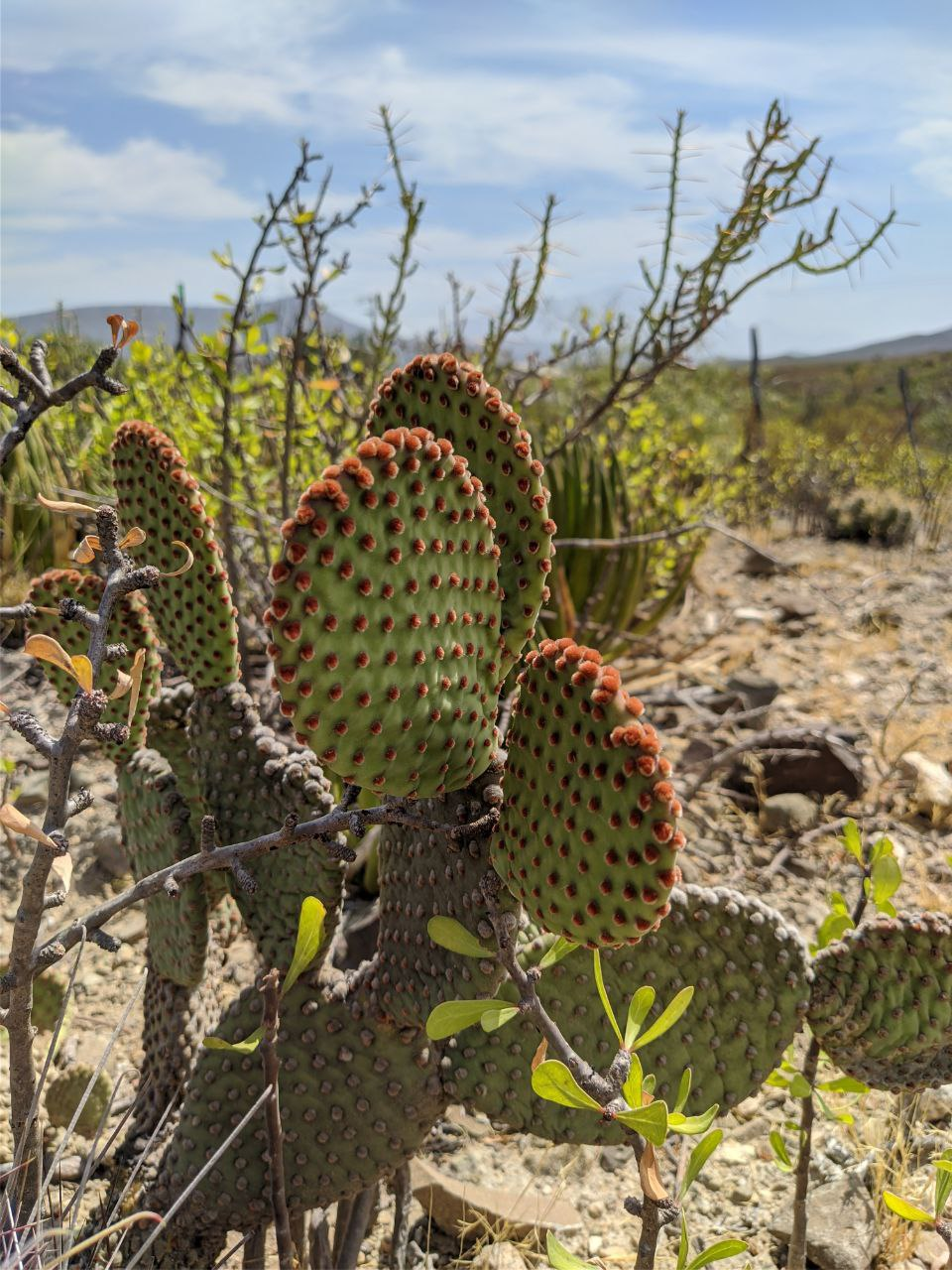
Nopal de tambor ubicado en Mina, Nuevo León

Minerales y rocas: Caliza, Fosforita, Dolomita, Yeso, Barita, Calcita, Plomo y Zinc.
Plantas: Candelilla, Lechuguilla y Nopal son los que son comestibles y por último, los minerales: 
Las sierras de Mina provienen de rocas estratificadas, que son parte de la Sierra Madre Oriental.

## Clima
El clima es seco es cálido, en sus partes más altas o menos altas es templado. Por otro lado, es cálido en las partes bajas, con una temperatura media anual de 24 °C, la mínima registrada de 0 °C y la máxima de 40 °C. Las lluvias aparecen entre mayo y octubre. Su precipitación anual es de 270 mm. 
Entre sus meses calurosos, se encuentran julio y agosto; dirección dominante del viento es del este

## Gastronomía
Los platillos típicos del municipio son: el cabrito, asado de puerco, cortadillo, sopa de arroz, entre otros. También se encuentra la nieve de garrafa de pitaya. 
En cuanto a sus panaderías,  se elaboran con variedad, desde: semitas, turcos, molletes, empanadas, hojarascas, polvorones y polkas.  

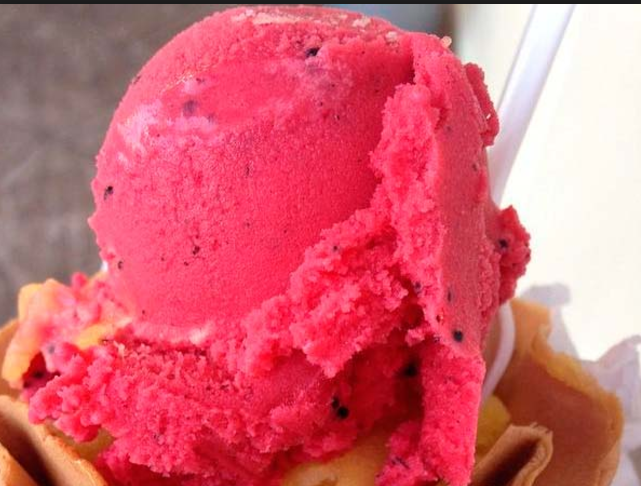
Nieve de pitaya